# Alfa Romeo 179
Alfa Romeo 179 — гоночный автомобиль Формулы-1, построенный командой Alfa Romeo F1 и выступавший в различных модификациях в Чемпионате мира с 1979 по 1982 год.

## История
Модель 179 с новым V-образным 12-цилиндровым мотором, построенная по принципу «автомобиля-крыла», пришла на смену 177-й, оснащённой оппозитным двигателем той же конфигурации. Первые машины имели алюминиевый монокок.
В 1981 году появилась версия с переработанным кузовом и обновлённой подвеской — 179C.

## Результаты выступлений в гонках
| Год  | Шасси               | Двигатель                | Шины | №  | Пилоты     | 1    | 2    | 3    | 4    | 5    | 6    | 7    | 8    | 9    | 10   | 11   | 12   | 13   | 14   | 15   | 16  | КК | Очки |
| ---- | ------------------- | ------------------------ | ---- | -- | ---------- | ---- | ---- | ---- | ---- | ---- | ---- | ---- | ---- | ---- | ---- | ---- | ---- | ---- | ---- | ---- | --- | -- | ---- |
| 1979 | Alfa Romeo 179      | Alfa Romeo 1260 V12, 3,0 | G    |    |            | АРГ  | БРА  | ЮАР  | СШЗ  | ИСП  | БЕЛ  | МОН  | ФРА  | ВЕЛ  | ГЕР  | АВТ  | НИД  | ИТА  | КАН  | США  |     | 13 | 0    |
| 1979 | Alfa Romeo 179      | Alfa Romeo 1260 V12, 3,0 | G    | 35 | Джакомелли |      |      |      |      |      |      |      |      |      |      |      |      | Сход |      | Сход |     | 13 | 0    |
| 1979 | Alfa Romeo 179      | Alfa Romeo 1260 V12, 3,0 | G    | 36 | Брамбилла  |      |      |      |      |      |      |      |      |      |      |      |      |      | НКВ  | Сход |     | 13 | 0    |
| 1980 | Alfa Romeo 179      | Alfa Romeo 1260 V12, 3,0 | G    |    |            | АРГ  | БРА  | ЮАР  | СШЗ  | БЕЛ  | МОН  | ФРА  | ВЕЛ  | ГЕР  | АВТ  | НИД  | ИТА  | КАН  | США  |      |     | 11 | 4    |
| 1980 | Alfa Romeo 179      | Alfa Romeo 1260 V12, 3,0 | G    | 22 | Депайе     | Сход | Сход | Сход | Сход | Сход | Сход | Сход | Сход |      |      |      |      |      |      |      |     | 11 | 4    |
| 1980 | Alfa Romeo 179      | Alfa Romeo 1260 V12, 3,0 | G    | 23 | Джакомелли | 5    | 13   | Сход | Сход | Сход | Сход | Сход | Сход | 5    | Сход | Сход | Сход | Сход | Сход |      |     | 11 | 4    |
| 1980 | Alfa Romeo 179      | Alfa Romeo 1260 V12, 3,0 | G    | 22 | Брамбилла  |      |      |      |      |      |      |      |      |      |      | Сход | Сход |      |      |      |     | 11 | 4    |
| 1980 | Alfa Romeo 179      | Alfa Romeo 1260 V12, 3,0 | G    | 22 | де Чезарис |      |      |      |      |      |      |      |      |      |      |      |      | Сход | Сход |      |     | 11 | 4    |
| 1981 | Alfa Romeo 179B/C/D | Alfa Romeo 1260 V12, 3,0 | M    |    |            | СШЗ  | БРА  | АРГ  | САН  | БЕЛ  | МОН  | ИСП  | ФРА  | ВЕЛ  | ГЕР  | АВТ  | НИД  | ИТА  | КАН  | СИЗ  |     | 9  | 10   |
| 1981 | Alfa Romeo 179B/C/D | Alfa Romeo 1260 V12, 3,0 | M    | 22 | Андретти   | 4    | Сход | 8    | Сход | 10   | Сход | 8    | 8    | Сход | 9    | Сход | Сход | Сход | 7    | Сход |     | 9  | 10   |
| 1981 | Alfa Romeo 179B/C/D | Alfa Romeo 1260 V12, 3,0 | M    | 23 | Джакомелли | Сход | НКЛ  | 10   | Сход | 9    | Сход | 10   | 15   | Сход | 15   | Сход | Сход | 8    | 4    | 3    |     | 9  | 10   |
| 1982 | Alfa Romeo 179C/D   | Alfa Romeo 1260 V12, 3,0 | M    |    |            | БРА  | ЮАР  | СШЗ  | САН  | БЕЛ  | МОН  | ДЕТ  | КАН  | НИД  | ВЕЛ  | ФРА  | ГЕР  | АВТ  | ШВА  | ИТА  | СИЗ | 10 | 7    |
| 1982 | Alfa Romeo 179C/D   | Alfa Romeo 1260 V12, 3,0 | M    | 22 | де Чезарис | 13   |      |      |      |      |      |      |      |      |      |      |      |      |      |      |     | 10 | 7    |
| 1982 | Alfa Romeo 179C/D   | Alfa Romeo 1260 V12, 3,0 | M    | 23 | Джакомелли | 11   |      |      |      |      |      |      |      |      |      |      |      |      |      |      |     | 10 | 7    |

| Легенда к таблице |                                                                    |
| --- | ------------------------------------------------------------------ |
| В таблице перечислены результаты всех Гран-при Формулы-1, в которых использовался автомобиль. Строками таблицы являются сезоны, столбцами — этапы чемпионата мира. В каждой клетке указаны сокращённое название этапа и результат, дополнительно обозначенный цветом. Расшифровка обозначений и цветов представлена в нижеследующей таблице. |                                                                    |
| \| Пример \| Описание \| \| ------------ \| ------------------------------------------------------------------ \| \| 1 \| Победитель \| \| 2 \| Второе место \| \| 3 \| Третье место \| \| 5 \| Финишировал, заработав очки \| \| Сход \| Не финишировал, но при этом заработал очки \| \| 12 \| Финишировал, не получив очков \| \| НКЛ \| Финишировал, но не попал в финальную классификацию \| \| 15 \| Участвовал вне зачёта, либо по отдельной классификации \| \| 18 \| Не финишировал, но попал в финальную классификацию \| \| Сход \| Не финишировал \| \| НКВ \| Не прошёл квалификацию \| \| НПКВ \| Не прошёл предквалификацию \| \| ДСК \| Дисквалифицирован \| \| ИСК \| Исключён из протокола соревнований \| \| ТТ \| Заявлен для участия только в тренировках \| \| НС \| Участвовал в квалификации, но не стартовал в гонке \| \| Т \| Травмирован или болен \| \| ОТК \| Отказ от участия \| \| НТР \| Прибыл на соревнования, но на трассу не выезжал \| \| НПР \| Был заявлен в числе участников, но не прибыл к началу соревнований \| \| О \| Соревнования отменены \| \| \| Не участвовал \| \| Поул-позиция \| \| \| Быстрый круг \| \| |                                                                    |
| Пример | Описание                                                           |
| 1 | Победитель                                                         |
| 2 | Второе место                                                       |
| 3 | Третье место                                                       |
| 5 | Финишировал, заработав очки                                        |
| Сход | Не финишировал, но при этом заработал очки                         |
| 12 | Финишировал, не получив очков                                      |
| НКЛ | Финишировал, но не попал в финальную классификацию                 |
| 15 | Участвовал вне зачёта, либо по отдельной классификации             |
| 18 | Не финишировал, но попал в финальную классификацию                 |
| Сход | Не финишировал                                                     |
| НКВ | Не прошёл квалификацию                                             |
| НПКВ | Не прошёл предквалификацию                                         |
| ДСК | Дисквалифицирован                                                  |
| ИСК | Исключён из протокола соревнований                                 |
| ТТ | Заявлен для участия только в тренировках                           |
| НС | Участвовал в квалификации, но не стартовал в гонке                 |
| Т | Травмирован или болен                                              |
| ОТК | Отказ от участия                                                   |
| НТР | Прибыл на соревнования, но на трассу не выезжал                    |
| НПР | Был заявлен в числе участников, но не прибыл к началу соревнований |
| О | Соревнования отменены                                              |
| | Не участвовал                                                      |
| Поул-позиция |                                                                    |
| Быстрый круг |                                                                    |